# Daniel Guilbert
Daniel Guilbert fue un deportista francés que compitió en remo. Ganó dos medallas en el Campeonato Europeo de Remo, oro en 1931 y bronce en 1935.

## Palmarés internacional
| Campeonato Europeo | Campeonato Europeo | Campeonato Europeo | Campeonato Europeo |
| Año                | Lugar              | Medalla            | Prueba             |
| ------------------ | ------------------ | ------------------ | ------------------ |
| 1931               | París (Francia)    | Medalla de oro     | Ocho con timonel   |
| 1935               | Berlín (Alemania)  | Medalla de bronce  | Ocho con timonel   |